# 滨盛路
滨盛路是杭州市滨江区的一条道路，西起南环路，东至飞虹路，全长9公里。
滨盛路隧道是杭州奥体博览城的主要配套道路之一，长1738米，在滨盛路侧的出入口位于扬帆路口和飞虹路口之间，2021年12月28日通车，利用其可继续行驶至平澜路。
同时，在江晖路口两侧设有望江隧道的出入口，出口位于路口西侧，入口位于东侧。出口匝道于2019年12月15日随望江隧道通车投入使用，入口匝道则延迟到2020年1月9日启用。

## 相交道路
- 南环路
- 东信大道
- 伟业路
- 聚鸿巷
- 火炬大道
- 南：诚业路
- 北：景明路
- 南：育华巷
- 信诚路
- 儿康路
- 建业路
- 南：育德巷
- 诚品路
- 时代大道
- 长河路
- 水印巷
- 康顺路
- 江虹路
- 安业路
- 江汉路
- 北：诚宜巷
- 北：安德巷
- 江晖路
- 光辉路
- 星飞路
- 泰安路
- 通和路
- 江陵路
- 阡陌路
- 北：科宇巷
- 西兴路
- 北：养正巷
- 机场城市大道
- 扬帆路

- 飞虹路

## 地铁
- 东信大道口：4联庄站
- 飞虹路口：67奥体中心站